# Amity (Arkansas)
Amity é uma cidade localizada no estado americano de Arkansas, no Condado de Clark.

## Demografia
Segundo o censo americano de 2000, a sua população era de 762 habitantes. 
Em 2006, foi estimada uma população de 746, um decréscimo de 16 (-2.1%).

## Geografia
De acordo com o United States Census Bureau, a localidade tem uma área de 8,5 km², sem área coberta por água. Amity localiza-se a aproximadamente 179 m acima do nível do mar.

## Localidades na vizinhança
O diagrama seguinte representa as localidades num raio de 32 km ao redor de Amity. 